# Osakan Hot 100
Osakan Hot 100 é uma parada musical do Japão, sendo esta uma das atrações da rádio FM802.